# Calyptranthera baronii
Calyptranthera baronii är en oleanderväxtart som beskrevs av Klackenberg. Calyptranthera baronii ingår i släktet Calyptranthera och familjen oleanderväxter. Inga underarter finns listade i Catalogue of Life.